# K-Klass
K-Klass is een Britse house-groep uit Wrexham die oorspronkelijk werd opgericht door Andrew Williams, Carl Thomas, Paul Roberts en Russ Morgan. De groep brengt eigen housetracks uit, maar de leden zijn ook actief als remixers. Ze zijn vooral bekend om de singles Rhythm is a mystery (1991) en Talk to me (2002) en ook vanwege hun remix van Two can play that game van Bobby Brown uit 1995.

## Biografie
Carl Thomas en Andrew Williams begonnen hun loopbaan in de muziek als ondersteuners van 808 State. Tijdens een avond uit in de Hacienda ontmoetten ze op een avond Paul Roberts en Russ Morgan. Het viertal raakte bevriend met elkaar en samen begonnen ze muziek te maken. Ze lieten hun opnames horen bij het Eastern Bloc-label, dat hen direct een contract aanbood. Het resultaat van de eerste sessies bieden ze aan F.R.O. Records. Die brengen de tracks uit als de Wildlife EP waarmee ze zelf de boer op gaan. Dat nummer wordt een kleine hit.
Het label wilde graag een tweede single uitbrengen. Ze wensen graag een nummer met vocalen en stelden de groep daarom voor aan zangeres Bobbi Depasois. In 1991 namen ze met haar het nummer Rhythm is a mystery op. Ze hebben geen enkele ervaring met het schrijven van songs, maar als ze in de krant het woord mystery lezen groeit er inspiratie voor een tekst. Ze halen ook inspiratie uit de Italo house waardoor de voor de groep karakteristieke pianomelodie zijn intrede doet. Het werd een succes in de clubs en werd opgepikt door het het wat grotere DeConstruction-label. Het nummer groeide daar uit tot een grote hit en bereikt de Britse top 10. Ook singles Don't stop en So right deden het goed. Dat stelde hen in staat een heel album op te nemen. Hiervoor huurden ze een oude bunker uit de oorlog in Wrexham in Wales, die The Pharmacy genoemd werd. Op Universal, dat eind 1993 verscheen, staat vooral energieke discohouse. Van het album werden de singles Let me show you en What You're Missing uitgebracht.Ook produceerden ze de single Learn To Say No (1994) van Level 42.
Ook als remixes viel het kwartet op. In 1993 maakten ze een remix voor Ruined in a day van New Order. Voor een remixalbum van Blondie, maakten ze in 1994 een houseversie van Rapture, die een notering wist te krijgen in de Amerikaanse dancelijst. In 1995 maakten ze een remix van de plaat Two can play that game van Bobby Brown. Het nummer, dat uit 1992 stamt, was van oorsprong een Swingbeat-plaat met een lager tempo. Het kost de producers twee dagen om het via de sampler van 110 beats per minuut naar 120 beats per minuut te krijgen. De plaat wordt door de remix alsnog een grote hit in meerdere landen. Dit kunstje werd enkele maanden later dunnetjes overgedaan met het nummer Humpin' around. 
In 1998 verscheen K2, het tweede album. Het kwam moeizaam tot stand vanwege de vele remix-opdrachten die ze krijgen. Op het album werkten ze meerdere malen samen met Urban Cookie Collective-zangeressen Diane Charlemagne en Rachel McFarlane. Ook Kathy Sledge zingt een nummer mee. Dit album was beduidend minder succesvol. Meer succes hebben ze met hun vele remixen. Dit voor artiesten als Cher, The Corrs, Samantha Mumba en S Club 7. Achter de schermen werkten ze ook mee aan het album Billingual van de Pet Shop Boys. Ook werden ze door soulzangeres Candi Staton gevraagd om haar album Outside In (1999) te produceren. 
Rond 2000 vallen de inkomsten terug en moeten ze veel apparatuur uit hun dure studio verkopen. Door onenigheid daarover verlaten Carl Thomas en Andrew Williams de groep. Het overgebleven tweetal gaat door onder de naam K-Klass. Ze werken vanaf dan veel met Paul Birchall, al wordt die geen officieel onderdeel van de groep. Omdat K-Klass te veel geassocieerd wordt met hun oude hits, werken ze ook onder de naam We Deliver. In 2002 is er weer een K-Klass-hit met het nummer Talk to me, dat werd ingezongen door Kinane (Bianca Kinane-Ewart). Ook een remix voor het nummer van Samantha Mumba deed het erg goed en kreeg een nominatie voor een grammy. De jaren daarna bracht K-Klass zo nu en dan een single of remix uit. Sinds 2012 wordt dit gedaan vanaf het eigen Klass Action label. In 2013 werd het 25-jarig bestaan van de groep gevierd met de mixdubbelaar 25 Years Of K Klass Club Anthems, waarop de belangrijkste singles en remixes aanwezig zijn.

## Discografie

### Hitnoteringen
| Single met eventuele hitnotering(en) in de Nederlandse Top 40 | Datum van verschijnen | Datum van binnenkomst | Hoogste positie | Aantal weken | Opmerkingen                          |
| ------------------------------------------------------------- | --------------------- | --------------------- | --------------- | ------------ | ------------------------------------ |
| Bobby Brown - Two Can Play That Game (K-Klass remix)          | 1995                  | 06-05-1995            | 3               | 12           |                                      |
| Bobby Brown - Humpin' Around (K-Klass remix)                  | 1995                  | 22-07-1995            | 26              | 3            |                                      |
| Talk To Me                                                    | 2002                  | 18-01-2003            | 32              | 5            | met Kinane / Dancesmash op Radio 538 |

| Single met hitnotering(en) in de Vlaamse Ultratop 50 | Datum van verschijnen | Datum van binnenkomst | Hoogste positie | Aantal weken | Opmerkingen |
| ---------------------------------------------------- | --------------------- | --------------------- | --------------- | ------------ | ----------- |
| Talk 2 Me                                            | 2003                  | 10-05-2003            | tip6            | -            | met Kinane  |

### Albums
- Universal 1993
- K2 1998
- 25 Years Of K Klass Club Anthems 2013

### Singles en ep's
- Wildlife EP 1990
- Rhythm is a mystery (ft. Bobbi Depasois) 1991
- Don't stop (ft. Bobbi Depasois) 1992
- So right (ft. Bobbi Depasois) 1992
- Let me show you (ft. Bobbi Depasois) 1993
- What you'r missing (ft. Bobbi Depasois) 1994
- Burnin' 1998
- Live it up 1998
- Let me show you '99 1999
- Baby wants to ride 2002
- Talk to me (ft. Kinane) 2002
- Now you're gone 2003
- Dance with me 2005
- Getting ready 2008
- L.F.O. (ft. Reza) 2009
- Finally (ft. Reza) 2009
- Come around (ft. Herd & Abigail Bailey) 2009
- Inside my head (ft. Reza & Bobbi Depasois) 2012
- People of all nations part 1 (ft. Bobbi Depasois) 2012
- Rock the house (ft. Bobbi Depasois) 2012